# Clyde Walcott
Pour les articles homonymes, voir Walcott.

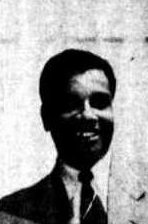
Clyde Walcott en 1951.

Sir Clyde Leopold Walcott est un joueur de cricket et dirigeant sportif barbadien né le 17 janvier 1926 à Bridgetown et mort le 26 août 2006 à Bridgetown.
Batteur et parfois gardien de guichet, il débute avec l'équipe de Barbade en 1942 puis dispute son premier test-match en 1948  avec la sélection des Indes occidentales, qui représente divers territoire des Caraïbes, dont la Barbade, au niveau international. Walcott est, avec ses compatriotes Frank Worrell et Everton Weekes, l'un des « trois W » : nés à quelques mois d'intervalle et à quelques hectomètres de distance, ils sont les principaux batteurs de l'équipe des Indes occidentales au cours des années 1950. Il dispute un total de quarante-quatre test-matchs avec la sélection, le dernier en 1960.
Président du West Indies Cricket Board de 1988 à 1993, il est le premier non-Anglais à occuper la même responsabilité à la tête de la fédération internationale, l'International Cricket Council, de 1993 à 1997. Il est anobli en 1994 pour services rendus au cricket.

## Biographie
Clyde Walcott naît à la Barbade le 17 janvier 1926 à New Orleans, un quartier de la capitale Bridgetown, qui est située dans la paroisse de Saint Michael. Son père, Frank, est ingénieur dans l'imprimerie du Barbados Advocate. Comme son frère aîné, Keith, il est éduqué à la Combermere School puis au Harrison College. Dès l'année de son entrée à Combermere, à l'âge de onze ans, il est sélectionné dans l'équipe de cricket de l'école.
En 1942, un an après Keith, Walcott dispute sa première rencontre avec l'équipe de Barbade. En 1946, lors d'un match « première-classe » contre Trinité, il réalise un score de 314 courses, en accumulant 574 lors d'une association avec son compatriote Frank Worrell. C'est alors un record du monde dans cette forme de jeu.
L'équipe d'Angleterre effectue une tournée dans les Caraïbes en 1948. Walcott est sélectionné pour la première fois avec l'équipe des Indes occidentales pour disputer les test-matchs, en tant que batteur et gardien de guichet. Cette première série est difficile : il n'y totalise que 133 courses à la moyenne de 22,16. Deux autres batteurs Barbadiens débutent également au cours de celle-ci : Frank Worrell et Everton Weekes.
Fin 1948 et début 1949, il participe avec les Indes occidentales à une tournée dans le sous-continent indien, qui inclut notamment cinq test-matchs contre l'Inde. Walcott totalise le plus grand nombre de courses de la sélection au cours du voyage, 1366, et réalise son premier century international, 152 courses. En 1950, il est de la sélection caribéenne qui, pour la première fois, bat l'équipe d'Angleterre sur son sol au cours d'une série de test-matchs, par trois victoires à une. Clyde Walcott marque sept centuries lors de la tournée, mais un seul en test-match, 168 courses à Lord's.

## Bilan sportif

### Principales équipes
| Équipe             | Test                  |
| ------------------ | --------------------- |
| Indes occidentales | 1948 - 1960           |
| Équipe             | First-class           |
| Barbade            | 1941-1942 - 1955-1956 |
| Guyane britannique | 1954-1955 - 1963-1964 |

## Honneurs
- Un des cinq Wisden Cricketers of the Year de l'année 1958.
- Anobli en 1994[7].
- Membre de l'ICC Cricket Hall of Fame depuis 2009 (membre inaugural)[8].